# Order Gospodarki Narodowej
Order Gospodarki Narodowej (franc. Ordre de l'Économie nationale) – francuskie odznaczenie resortowe, nadawane w latach 1954-1963.
Podzielony był na trzy klasy:
- I klasa – Komandor (Commandeur) – na wstędze noszonej na szyi,
- II klasa – Oficer (Officier) – na wstążce z rozetką, noszony na lewej stronie piersi,
- III klasa – Kawaler (Chevalier) – na wstążce, noszony na lewej stronie piersi[2].

Odznaczenie zostało zastąpione (wraz z szesnastoma innymi orderami ministerialnymi i kolonialnymi) przez Order Narodowy Zasługi